# Tom & Viv
Tom & Viv (bra Tom e Viv) é um filme britano-norte-americano de 1994, do gênero drama biográfico, dirigido por Brian Gilbert e estrelado por Willem Dafoe e Miranda Richardson.
Michael Hastings, dramaturgo e romancista britânico, escreveu o roteiro (com Adrian Hodges), baseado em sua peça homônima, publicada em 1984. 
O filme é sobre o desastroso casamento de T. S. Eliot com a socialite Vivienne Haigh-Wood, que sofria de um distúrbio psicológico maldiagnosticado. O poeta, relutantemente, acabou por interná-la em um hospital psiquiátrico, o que afetou sua vida e obra.
Miranda Richardson recebeu sua segunda indicação ao Oscar. Rosemary Harris, como sua mãe, também foi indicada ao prêmio.

## Sinopse
Enquanto estudam na Universidade de Oxford, os jovens Tom Eliot e Vivienne Haigh-Wood iniciam um namoro que resulta em casamento -- apesar das advertências do irmão dela, Maurice. Durante a lua-de-mel, Tom descobre que Vivienne sofre de um problema hormonal que faz com que ela tenha frequentes menstruações. O médico sob cujos cuidados ela se encontra, prescreve-lhe medicamentos que só pioram seu estado.
Viv é mal-humorada, deprimida e está constantemente bêbada. Enquanto Tom trabalha como bancário e tenta se estabelecer como escritor, ela o segue como secretária e musa eventual, porém causa embaraços cada vez maiores com seu comportamento. Por fim, ainda que contra a própria vontade, Tom a interna em uma instituição para doentes mentais. A sombra de Viv, contudo, continua a persegui-lo pelos anos afora e a influir em sua laureada carreira.

## Principais premiações
| Patrocinador                                            | Prêmio          | Categoria                                                                                               | Situação                                                                             |
| ------------------------------------------------------- | --------------- | --- | ------------------------------------------------------------------------------------ |
| Academia de Artes e Ciências Cinematográficas           | Oscar           | Melhor atriz (Miranda Richardson) Melhor atriz coadjuvante (Rosemary Harris)                            | Indicado                                                                             |
| Associação de Correspondentes Estrangeiros de Hollywood | Golden Globe    | Melhor atriz - drama (Miranda Richardson)                                                               | Indicado                                                                             |
| British Academy of Film and Television Arts             | Alexander Korda | Melhor Filme Melhor Atriz - Cinema (Miranda Richardson)                                                 | Indicado[carece de fontes?] Indicado[carece de fontes?]                              |
| National Board of Review                                | NBR Award       | Melhor Atriz (Miranda Richarson) Melhor Atriz Coadjuvante (Rosemary Harris) Dez Melhores Filmes de 1994 | Vencedor[carece de fontes?] Vencedor[carece de fontes?] Escolhido[carece de fontes?] |

## Elenco
| Ator/Atriz         | Personagem          |
| ------------------ | ------------------- |
| Willem Dafoe       | Tom Eliot           |
| Miranda Richardson | Vivienne Haigh-Wood |
| Rosemary Harris    | Rose Haigh-Wood     |
| Tim Dutton         | Maurice Haigh-Wood  |
| Nickolas Grace     | Bertrand Russell    |
| Geoffrey Bayldon   | Harwent             |
| Clare Holman       | Louise Purdon       |
| Philip Locke       | Charles Haigh-Wood  |
| Joanna McCallum    | Virginia Woolf      |
| Joseph O'Conor     | Bispo de Oxford     |
| John Savident      | Sir Frederick Lamb  |
| Michael Attwell    | W. I. Janes         |
| Sharon Bower       | Secretária          |
| Linda Spurrier     | Edith Sitwell       |
| Roberta Taylor     | Ottoline Morrell    |